# Ganz KCSV–7

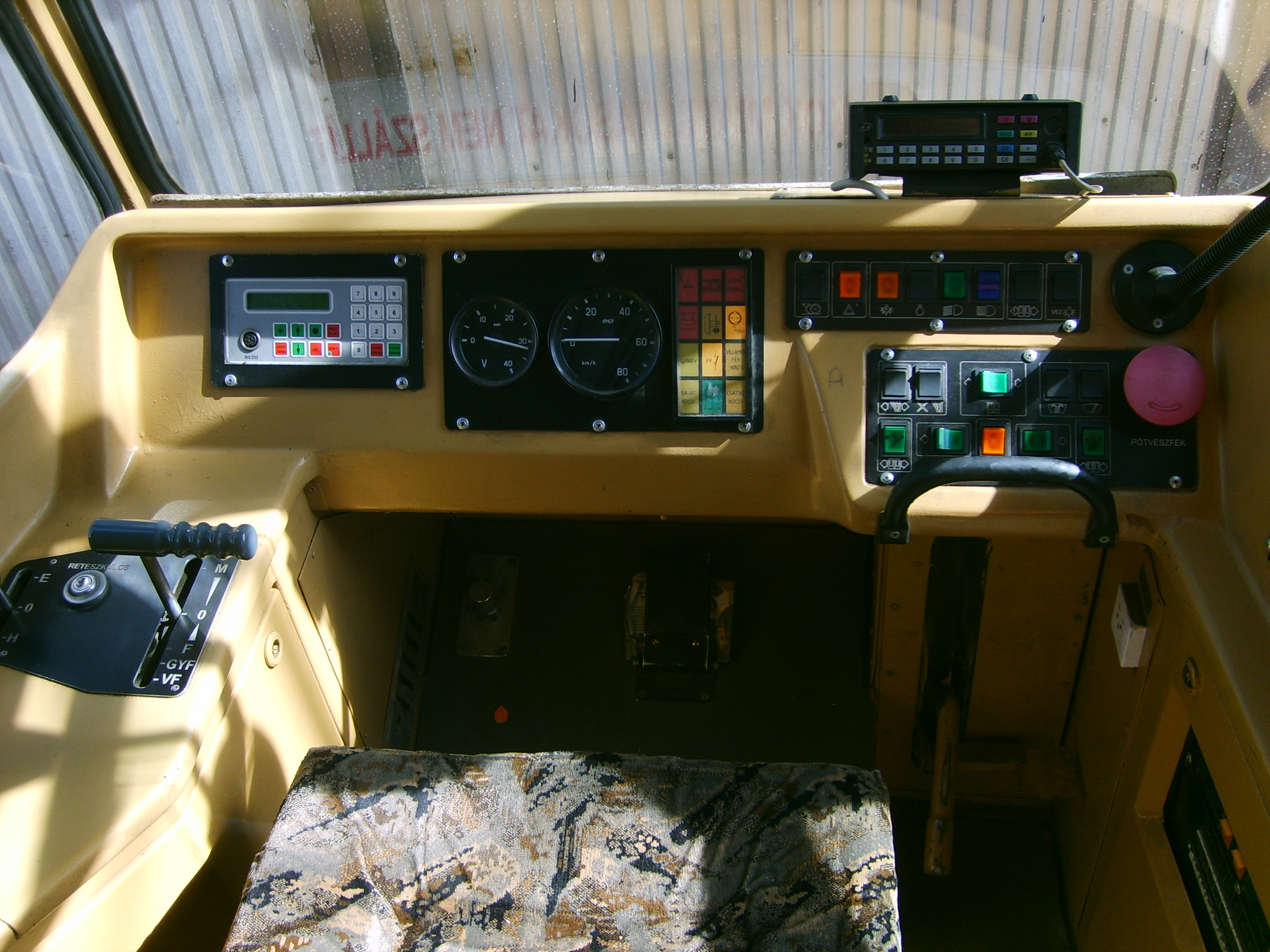
A KCSV7 vezetőfülkéje

A KCSV7 (vagy KCSV–7, a mozaikszót feloldva: Közúti CSuklós Villamos (más források szerint elődjeivel – a KCSV–5-ös és a KCSV–6-os típussal – ellentétben Korszerűsített CSuklós Villamos) 7-es típusa) a Ganz CSMG villamosok legkorszerűbb típusa, mely típusnév az eredeti csuklósok 1996–1999 között újjáépített 30 járművét fedi.

## Jellemzői
Teljesen felújították a járműveket, új kocsiszekrényt kaptak. A forgóvázak és az egyenáramú vontatómotorok is megújultak. Az áramszedők a középső járműrészre kerültek, motoros működtetésűek és – a 1328-as pályaszámú jármű kivételével – félpantográf kivitelűek lettek. A vezetőfülkék kezelőszervei is ergonómialiag kedvezőbbé váltak.
Az új villamosok szaggató elektronika segítségével képesek visszatáplálni a fékezési energiát, illetve a korábbi előtét-ellenállásos hajtásvezérléshez képest jóval kisebb veszteséggel, finoman, rángatásmentesen szabályozni a motorok áramát. A járművek folyamatosan figyelik saját működésüket, és képesek diagnosztizálni az esetleges hibákat. 
Az utastérbe temperáló fűtés lett beszerelve, és az egyedi ajtónyitás is lehetővé vált. A jármű végeinél levő ablakokhoz is ülések kerültek, viszont két másik ülés helyére jármű- és hajtásvezérlő berendezéseket tartalmazó szekrény került, a középső ajtónál pedig két korábbi ülőhely helyén babakocsiknak fenntartott hely került kijelölésre.
2000-ben a széria olasz gyártmányú szaggatóját az 1347-es pályaszámú villamoson Ganz-Transelektro licencűre cserélték, ezért az a KCSV–7/A típusjelzést kapta. Az elkövetkező két évtized során apránként a típus minden példánya átesett e módosításon. 
2021 végétől kezdődően a járművek LED-es viszonylatjelzőket kaptak: első ütemben csak a vezetőfülkéiknél, majd második ütemben 2024 közepétől az oldalaikon is.
2025-ben KCSV7-es villamosok Budapesten főleg a 2-es, a 2B, és a 23-as vonalakon közlekednek, illetve hétvégenként a 24-es viszonylaton is előfordulhatnak.